# نوودنویه
نوودنویه (به لاتین: Nevodnoye) یک منطقهٔ مسکونی در روسیه است که در سرزمین آلتای واقع شده‌است.